# Briganter
Briganterna var en britannisk (keltisk) folkstam som bodde mellan Tyne och Humber på ön Storbritannien. Namnet kommer från den keltiska gudinnan Brigantia. De var troligen en konfederation av mindre grupper. Vid romarnas invasion 43 var de den mäktigaste stammen på Storbritannien. 
De gav troligen namn åt den romerska provinsen Britannia, som i sin tur senare har gett namn åt Storbritannien och Bretagne.